# U Písecké brány
Ulice U Písecké brány na Hradčanech v Praze spojuje ulice Tychonova a Chotkova. Nazvaná je podle nedaleké Písecké brány, kterou jako součást Mariánských hradeb postavili podle architekta Giovanni Battisty Alliprandiho v roce 1721.

## Historie a názvy
Píseckou bránu v hradním opevnění dal postavit císař Karel VI. (1685–1740) a po něm byla ulice nazvána "U Karlovy brány". Od roku 1870 má současný název "U Písecké brány" podle zaniklé vsi Písek kam brána vedla na území dnešního Klárova.

## Budovy, firmy a instituce
- Bílkova vila – U Písecké brány 2[2]
- Mýtnice U Písecké brány – U Písecké brány 3[3]
- Vila U Písecké brány 24 – U Písecké brány 24[4]